# Diaphaenidea albidicornis
Diaphaenidea albidicornis es una especie de insecto coleóptero de la familia Chrysomelidae.
Fue descrita científicamente en 1922 por Weise.